# Monspeliensina
Monspeliensina es un género de foraminífero bentónico de la subfamilia Epistomariinae, de la familia Epistomariidae, de la superfamilia Asterigerinoidea, del suborden Rotaliina y del orden Rotaliida. Su especie tipo es Monspeliensina vulpesi. Su rango cronoestratigráfico abarca el Aquitaniense (Mioceno inferior).

## Clasificación
Monspeliensina incluye a las siguientes especies:
- Monspeliensina granulosa †
- Monspeliensina pseudotepidus †
- Monspeliensina vulpesi †